# 卡氏長鱸
卡氏長鱸，為輻鰭魚綱鱸形目鱸亞目鮨科的其中一種，分布於西大西洋區，從美國佛羅里達群島、巴哈馬群島至南美洲北部海域，棲息深度15-70公尺，體長可達6公分，生活在珊瑚礁區，為底棲性魚類，屬肉食性，生活習性不明。

## 擴展閱讀
- 卡氏長鱸的图片 （页面存档备份，存于）